# Hippotion
Genre
Hippotion est un genre de lépidoptères (papillons) de la famille des Sphingidae, de la sous-famille des Macroglossinae, et de la tribu des Macroglossini.

## Systématique
Le genre a été décrit par l’entomologiste allemand Jakob Hübner en 1819. L'espèce type pour le genre est Hippotion celerio.

### Synonymie
- Panacra Walker, 1856[2].

### Liste des espèces
- Hippotion aporodes Rothschild et Jordan
- Hippotion automedon (Walker, 1856)
- Hippotion balsaminae (Walker, 1856)
- Hippotion boerhaviae (Fabricius, 1775)
- Hippotion brennus (Stoll, 1782)
- Hippotion brunnea (Semper, 1896)
- Hippotion celerio (Linnaeus, 1758) — Sphinx phœnix
- Hippotion echeclus (Boisduval, 1875)
- Hippotion eson (Cramer, 1779)
- Hippotion irregularis (Walker, 1856)
- Hippotion isis Rothschild et Jordan, 1903
- Hippotion japetumv Riotte, 1994
- Hippotion moorei Jordan, 1926
- Hippotion osiris (Dalman, 1823) — Deiléphile Osiris
- Hippotion rafflesii (Moore, [1858])
- Hippotion rebeli Rothschild et Jordan, 1903
- Hippotion rosae (Butler, 1882)
- Hippotion roseipennis (Butler, 1882)
- Hippotion rosetta (Swinhoe, 1892)
- Hippotion scrofa (Boisduval, 1832)
- Hippotion velox (Fabricius, 1793)

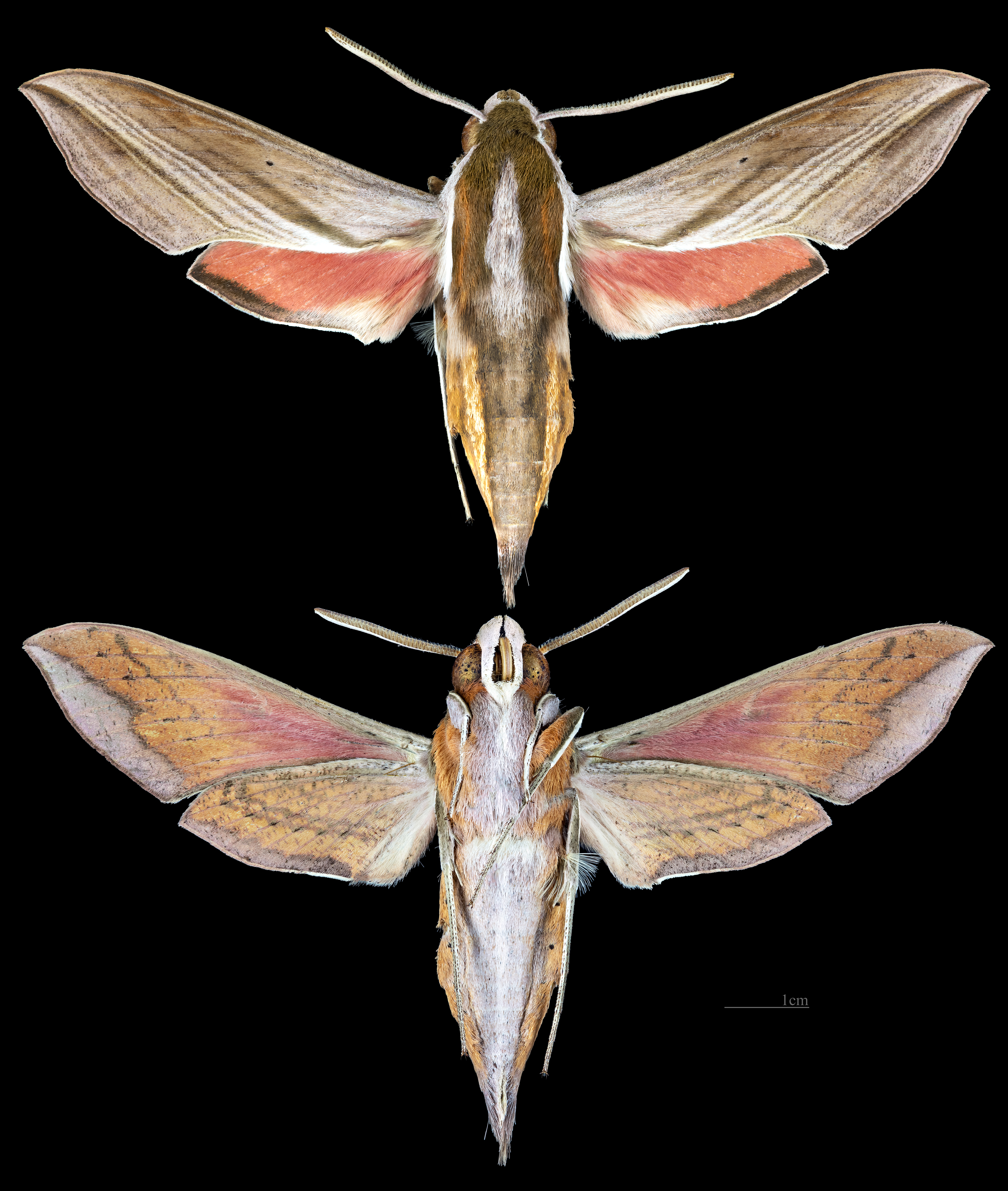
Hippotion boerhaviae
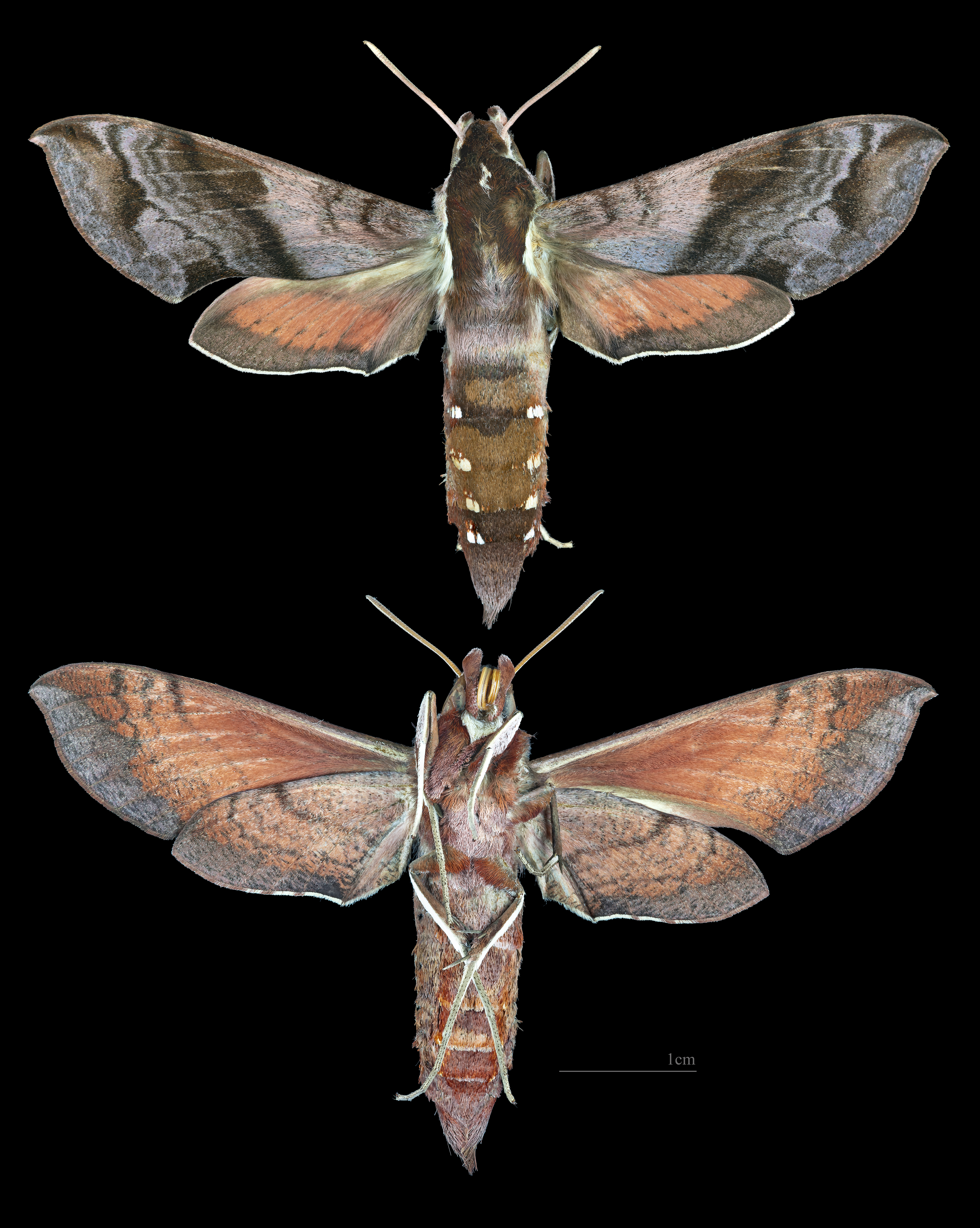
Hippotion brennus
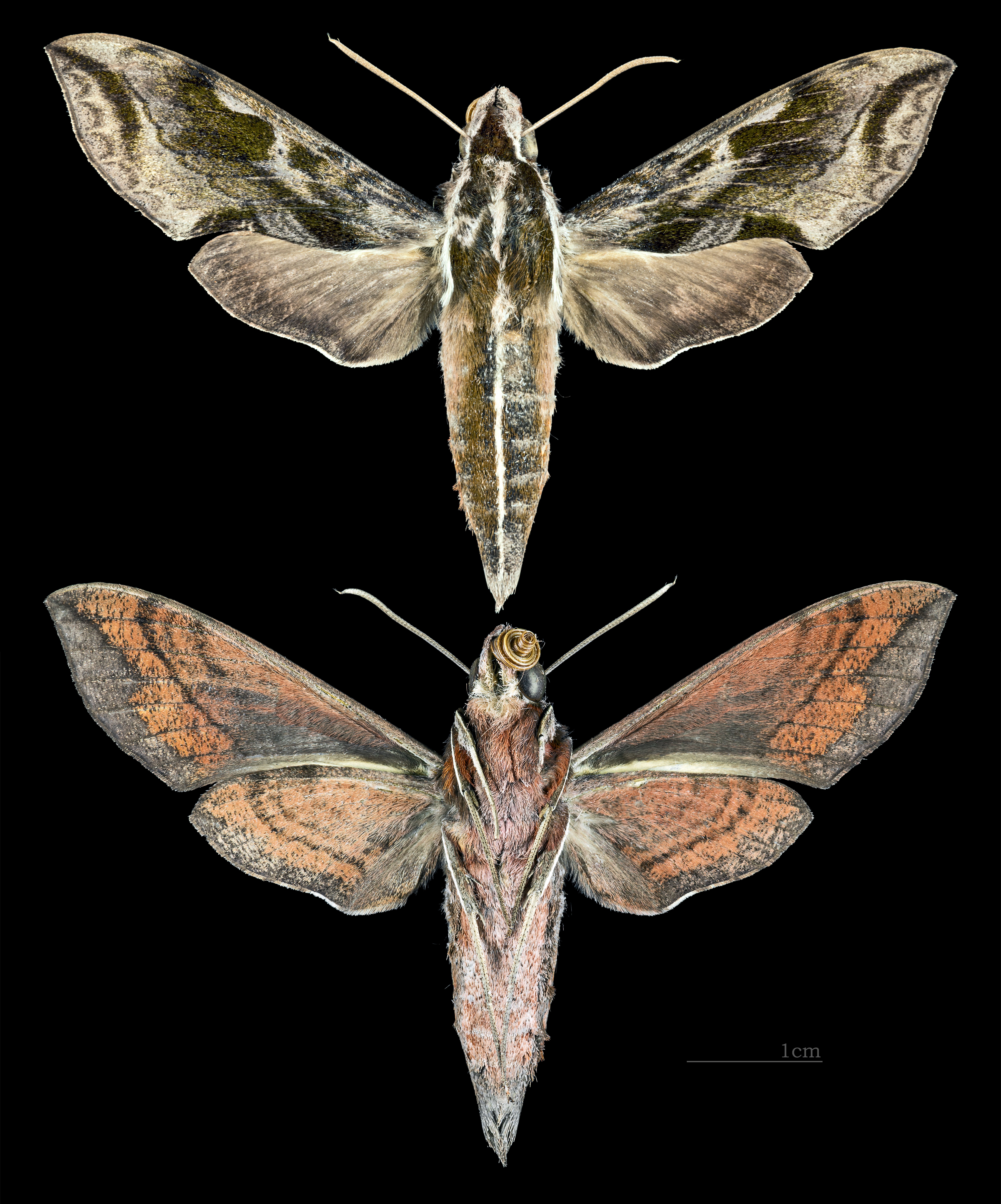
Hippotion brunnea
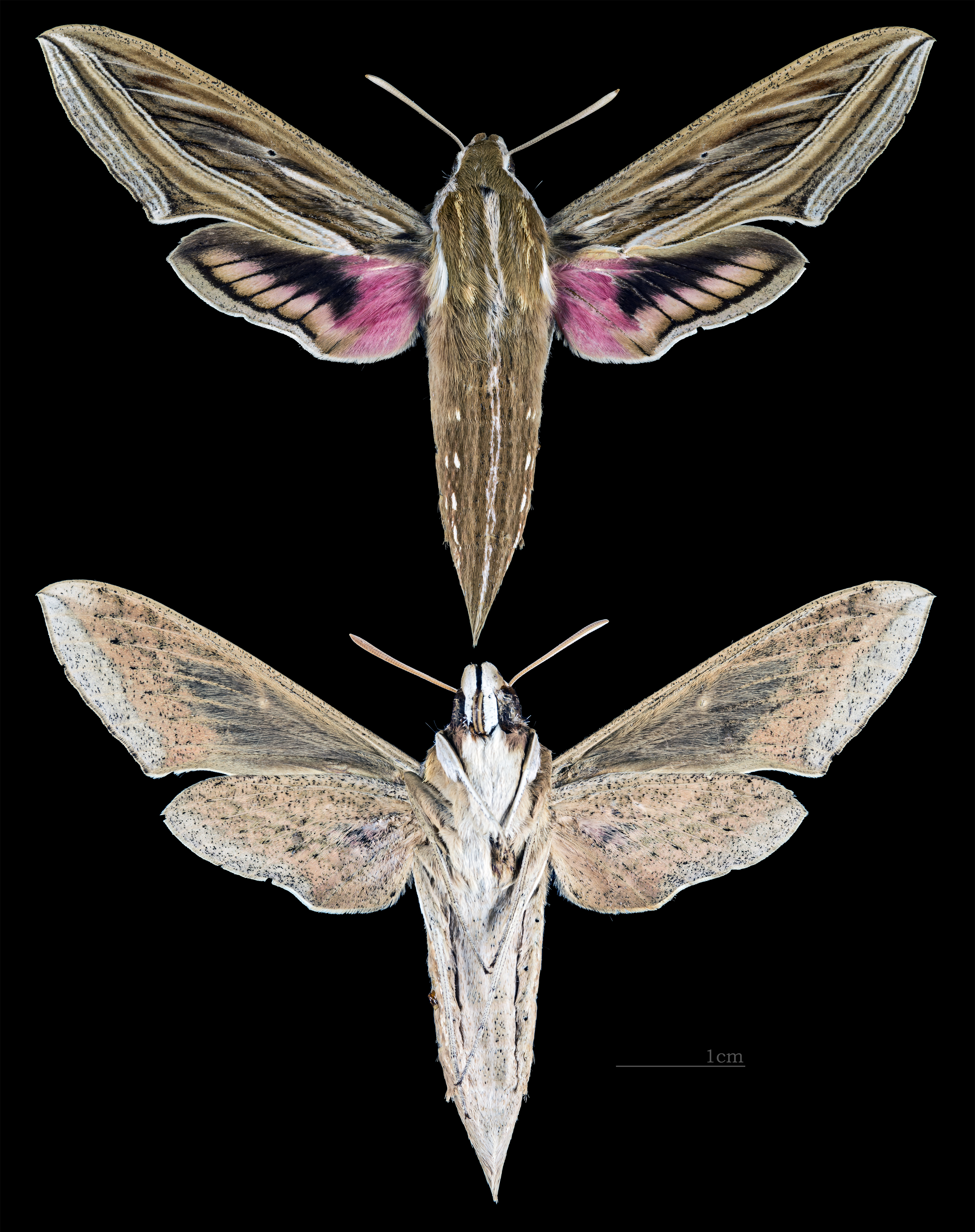
Hippotion celerio
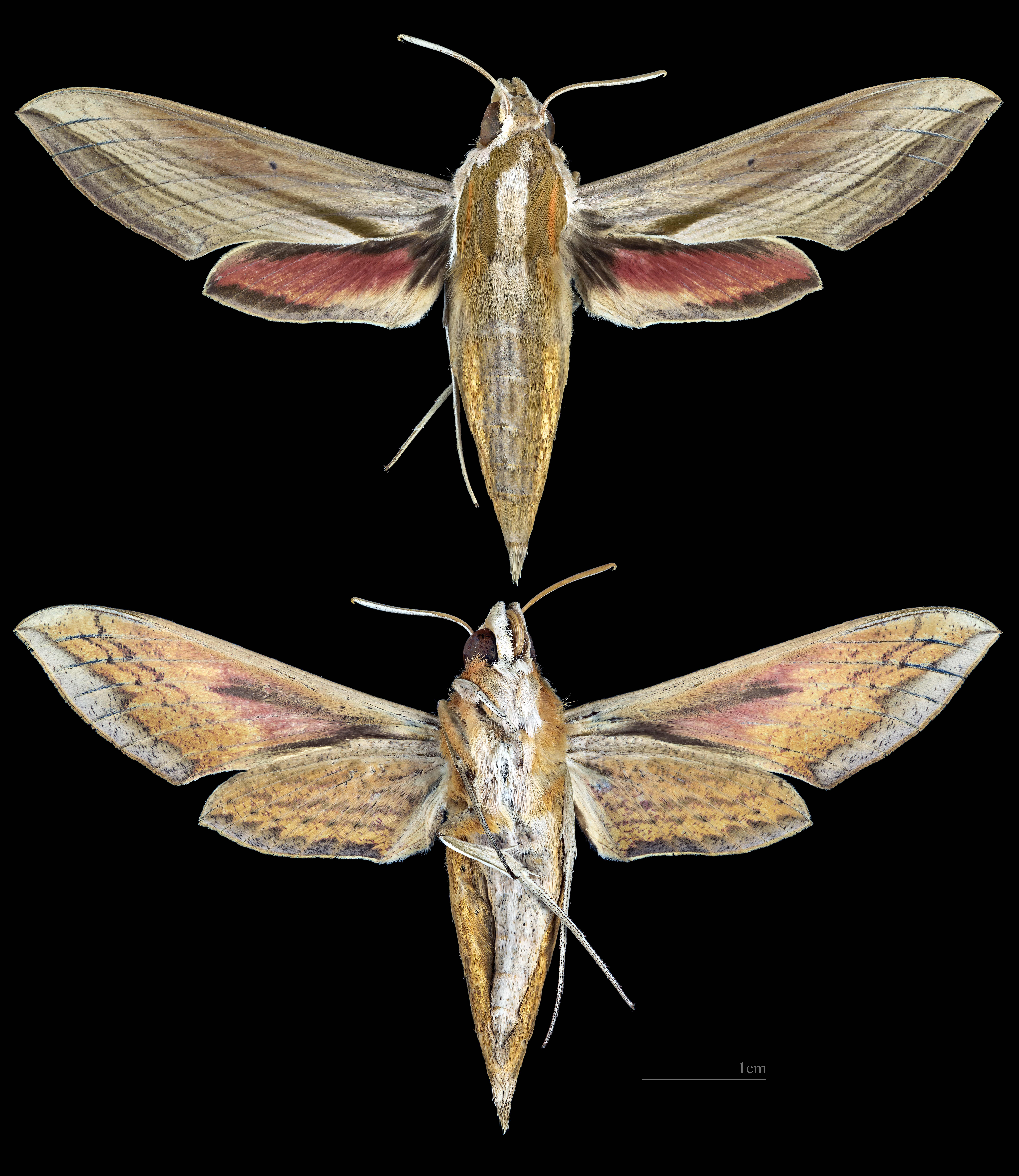
Hippotion echeclus
Hippotion rafflesii
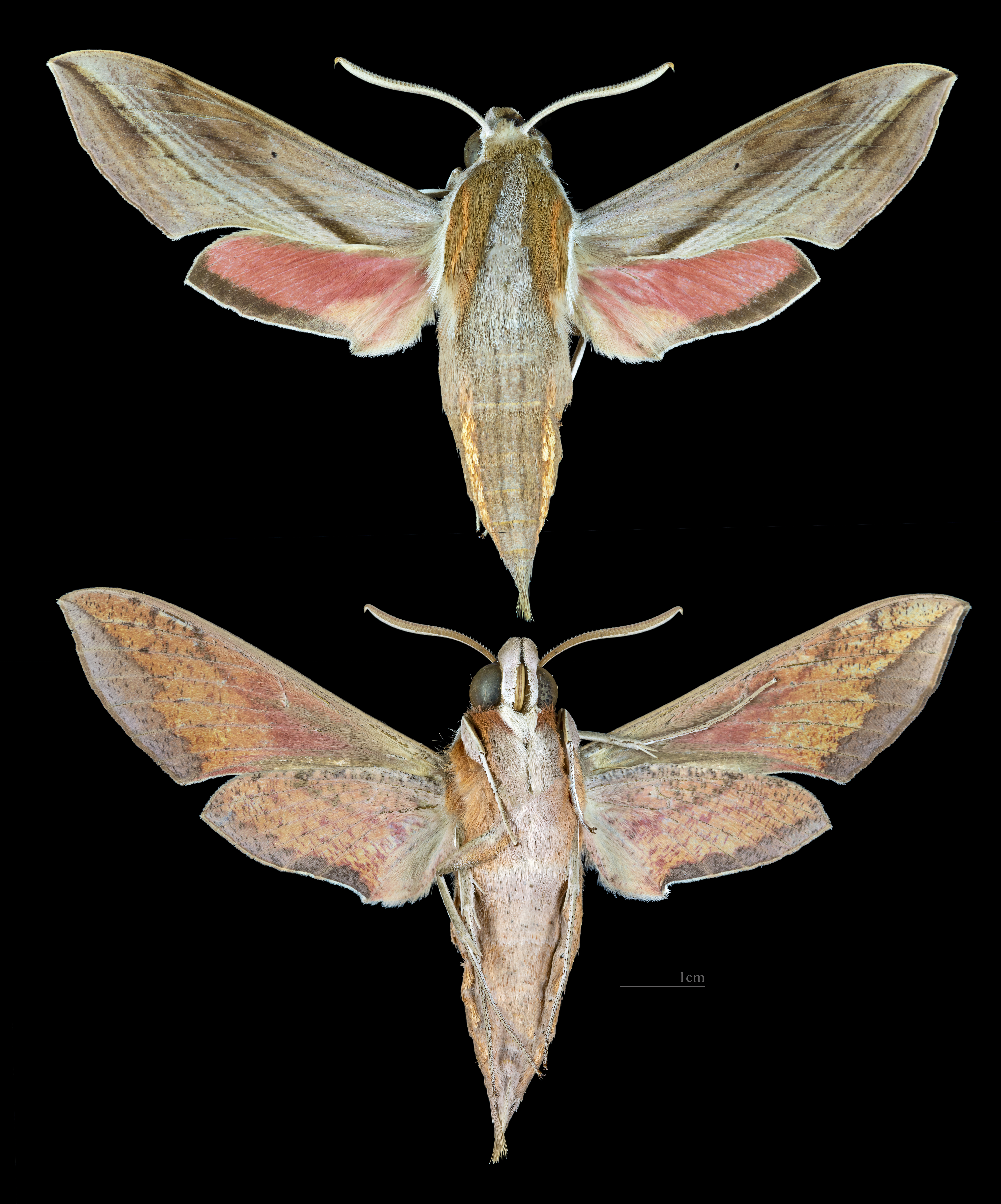
Hippotion rosetta
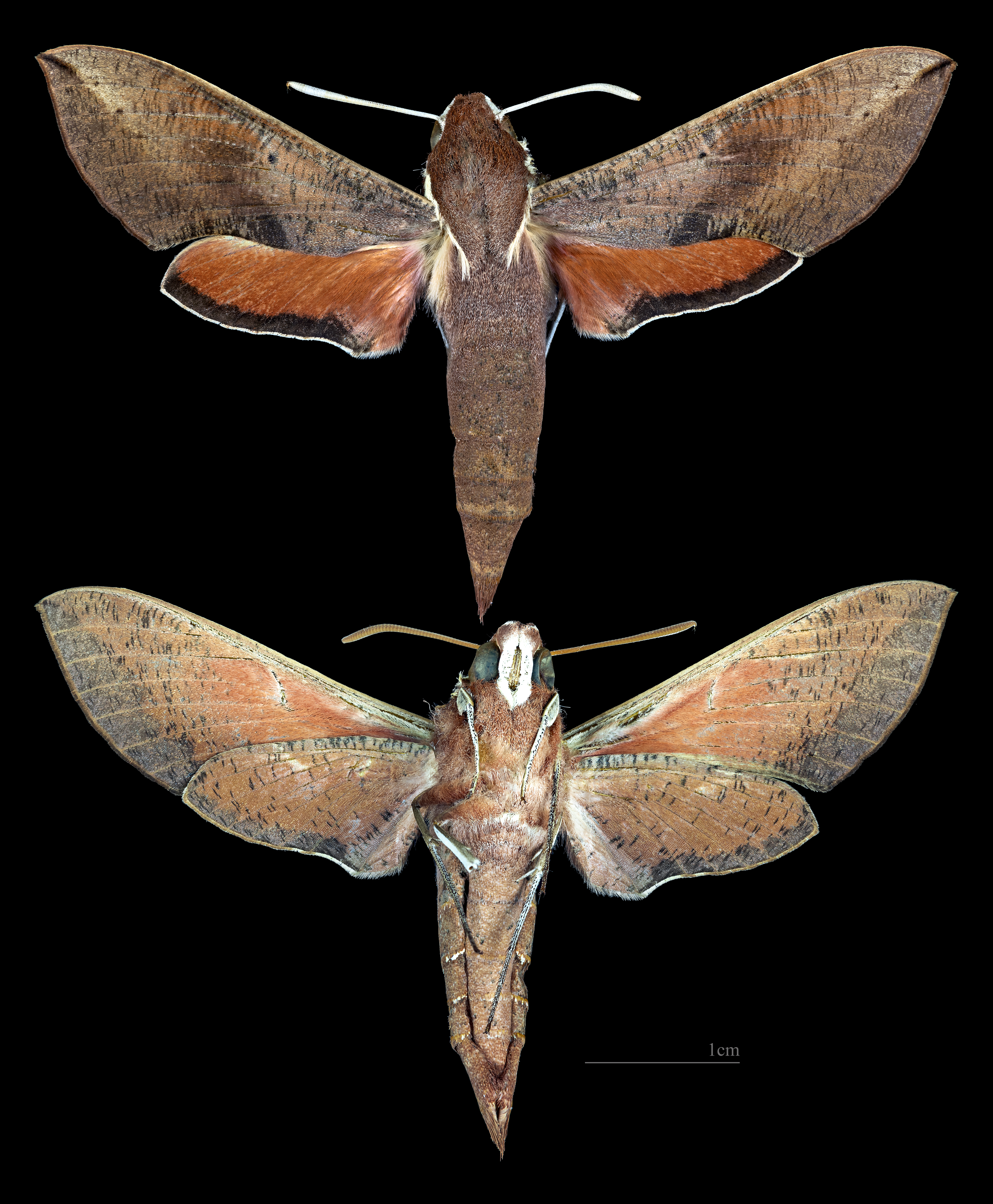
Hippotion scrofa
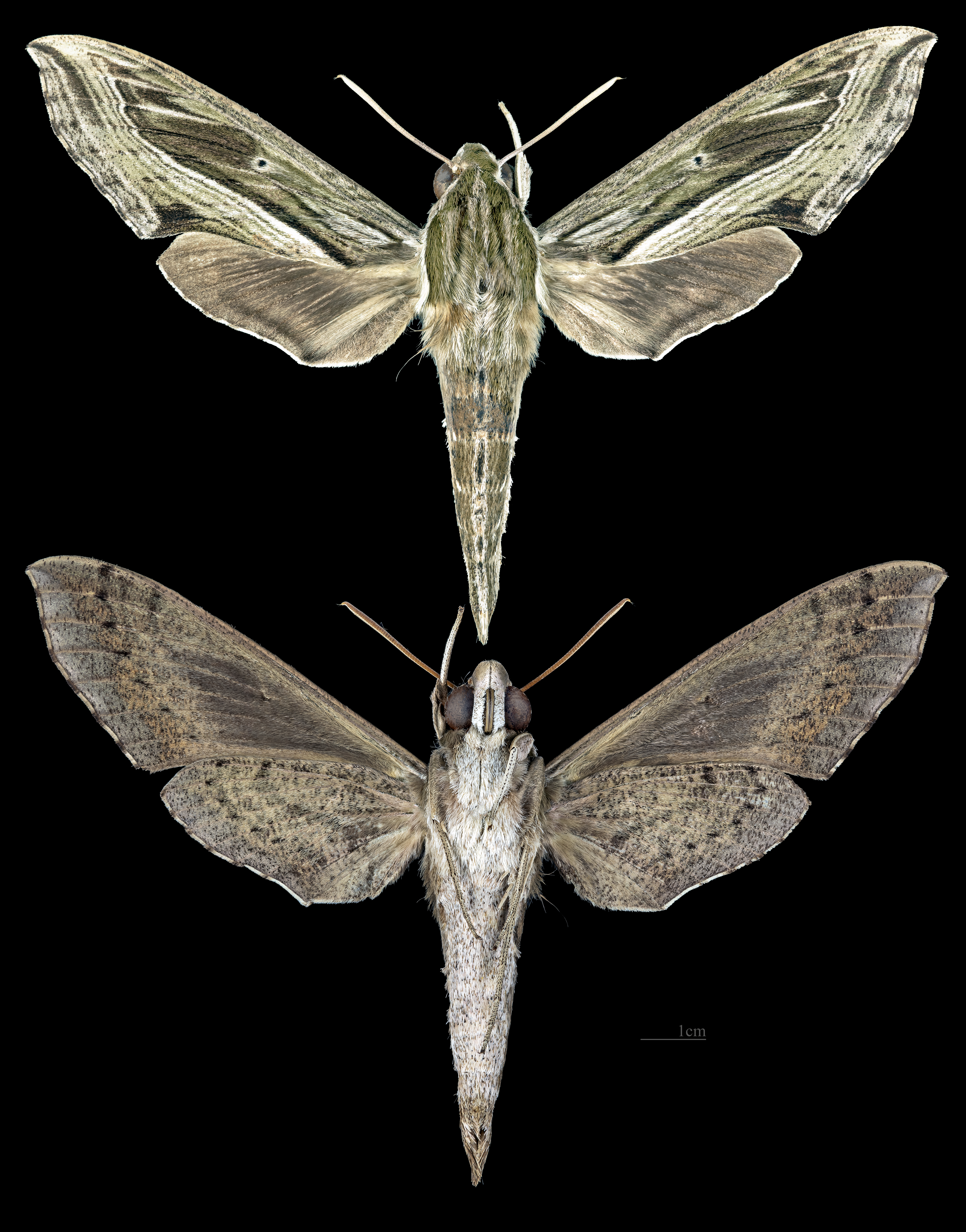
Hippotion velox

## Espèces rencontrées en Europe
- Hippotion celerio
- Hippotion osiris